# هواکسیا (مردم چین)
هواکسیا (انگلیسی: Huaxia)، مفهومی تاریخی است که نمایانگر چانگوا مینزو است و از خودآگاهی فرهنگ توسط جمعیت‌های اجدادی مردم مردم هان آمده است.

## ریشه‌شناسی
اولین گواهی معتبر موجود از مفهوم هواکسیا در زو ژوان، یک روایت تاریخی و تفسیر است که قبل از ۳۰۰ قبل از میلاد نوشته شده است. در زو ژوان، هواکسیا به ایالت‌های مرکزی (中國 zhōngguó (نام چین) در دره رودخانه زرد، که مردم هواکسیا در آن زندگی می‌کردند، اشاره دارد.
از نظر قومی معادل چینی مردم هان در گفتمان‌های پیش از امپراتوری است که گفته می‌شود نوادگان امپراتور زرد هستند.